# Bhutan Today
Bhutan Times — четвёртая газета в Бутане.
Первый выпуск газеты вышел 30 октября 2008 года в преддверии коронации короля Бутана Джигме Кхесар Намгьял Вангчука и празднования 100-летия монархии Бутана. Время выхода первого номера выбиралось с помощью астрологов, а во время первого выхода газеты монахи произнесли молитвы за успех начинания.
Газета выходит ежедневно. Сначала газета выходила на 8 полосах на английском языке. Через год начали выпускать 12 полос на английском языке и 4 полосы на языке дзонг-кэ.
В газете работают 18 штатных сотрудников (включая журналистов и редактора), в том числе три корреспондента в городах Пхунчолинг, Гелепху и Трашиганг.
Газета как коммерческое предприятие оказывает и другие услуги, такие как печатная, визуальная и аудиовизуальное редактирование и реклама.